# Les Femmes du 6e étage
Pour plus de détails, voir Fiche technique et Distribution.
Les Femmes du 6e étage est un film français réalisé par Philippe Le Guay, sorti en 2011.

## Synopsis
Jean-Louis Joubert est agent de change et vit avec sa femme Suzanne, qui ne travaille pas, dans un grand appartement cossu du XVIe. La femme de ménage française de la famille quitte la maison après une dispute. Suzanne se rend alors dans une église où le prêtre trouve du travail pour les immigrés espagnols. Elle y engage María, jeune et jolie, qui parle français et est la nièce de Concepción, la femme de ménage d'une autre famille du même immeuble.
L'appartement est en désordre après des jours sans soin et Concepción mobilise quelques-unes de ses amies espagnoles pour le nettoyer, à la surprise et au grand plaisir de Suzanne. Lorsque Suzanne demande que des meubles soient montés dans une petite pièce au 6e étage qui leur sert de débarras, Jean-Louis découvre que les autres petites pièces, toutes non chauffées, sont occupées par des femmes de ménage espagnoles, dont María. Il n'y a qu'un seul robinet d'eau froide sur le palier pour se laver et des toilettes turques qui se bouchent sans cesse. Il appelle un plombier pour réparer les toilettes et dit à María qu'elle peut utiliser leur propre salle de bain. Il laisse également une autre femme de ménage entrer et utiliser son téléphone pour un appel urgent.
Bien qu'il ait été frappé par María dès sa première rencontre, il se lie d'amitié avec les autres femmes et commence à découvrir la langue, la vie et la culture espagnoles. Sa femme Suzanne commence à s'inquiéter, non pas pour les domestiques, qui ne sont pour la plupart ni jeunes ni belles et qui sont de toute façon des domestiques, mais à propos d'une riche cliente, Bettina de Brossolettes, une croqueuse d'hommes notoire. Lors d'un cocktail dans leur appartement, elle est furieuse d'apprendre que Bettina est invitée. Au cours de la soirée, Jean-Louis surprend un serveur en train d'essayer d'embrasser María et, furieux, le renvoie sur-le-champ. María, furieuse maintenant que Jean-Louis a ouvertement révélé ses sentiments pour elle, l'accuse d'être un débauché et le traite avec mépris. Elle révèle plus tard qu'elle a un fils en Espagne, né d'un de ses anciens employeurs, et qu'elle l'a fait adopter.
Pendant ce temps, Jean-Louis a trouvé un nouveau poste pour une Espagnole maltraitée par son mari ; par gratitude, elle l'invite, ainsi que toutes les autres Espagnoles, à une soirée paella . Lorsque María débarque, elle est furieuse de trouver Jean-Louis là, en train de s'amuser. Rentrant tard chez lui, Suzanne est furieuse. Elle l'accuse d'avoir rencontré Bettina. Il avoue et accepte de déménager. En occupant la réserve du sixième étage, il se rapproche non seulement de María, mais s'implique davantage dans la vie des autres femmes de l'étage. Il va à leur église le dimanche, une expérience nouvelle pour lui, et emmène certaines d'entre elles en voiture pour un pèlerinage à Lisieux .
Concepción craint que María ne tombe à nouveau amoureuse d'un homme qui refusera de l'épouser et, pour mettre fin à toute liaison, lui révèle où se trouve son fils en Espagne. María annonce aussitôt à Suzanne qu'elle part pour l'Espagne et, montant à l'étage, émue, se laisse emmener dans sa chambre par Jean-Louis et l'embrasser. Elle finit par passer la nuit avec lui et part pour l'Espagne le lendemain matin. Jean-Louis est très blessé, non seulement parce que María ne lui a pas parlé de son départ, mais aussi parce que toutes les autres femmes qu'il croyait être ses amies sont restées silencieuses à son sujet.
Trois ans plus tard, Jean-Louis part en Espagne à la recherche de Concepción. Lorsqu'il la retrouve, elle lui montre la maison que son mari construit, l'envoie chercher Pilar et tous trois prennent le thé. Jean-Louis raconte que sa femme et lui ont divorcé et qu'elle a rencontré un artiste à succès. Lorsque Jean-Louis interroge Concepción sur Maria, elle affirme ignorer où se trouve María. Cependant, son mari, qui comprend les sentiments de Jean-Louis, le lui confie en secret. Lorsqu'il arrive en voiture, Maria sort de chez elle avec un panier de linge et les voisines lui demandent des nouvelles de sa fille. Elle répond qu'elle va mieux. Jean-Louis suit María jusqu'à l'étendoir et, lorsqu'ils se voient, leur amour se lit dans leurs expressions.

## Fiche technique
- Réalisation  : Philippe Le Guay
- Scénario et dialogues : Philippe Le Guay et Jérôme Tonnerre
- Photographie : Jean-Claude Larrieu
- Musique : Jorge Arriagada
- Montage : Monica Coleman
- Son : Laurent Poirier, Vincent Guillon et Emmanuel Croset
- Décors : Pierre-François Limbosch
- Costumes : Christian Gasc
- Producteur délégué : Philippe Rousselet
- Producteur associé : Étienne Comar
- SOFICA : Cofinova 7
- Durée : 106 minutes
- Pays :   France
- Date de sortie : 16 février 2011
- Date de sortie DVD : 24 août 2011
- Budget: 6,1 M€[1]
- Recettes totales :  23,3 M€[1]

## Distribution
- Fabrice Luchini : Jean-Louis Joubert, agent de change
- Natalia Verbeke : María González, nouvelle employée de maison des Joubert
- Sandrine Kiberlain : Suzanne Joubert, épouse collet monté de Jean-Louis
- Carmen Maura : Concepción Ramírez, employée de maison, tante de María
- Lola Dueñas : Carmen, employée de maison communiste
- Berta Ojea (es) : Dolores Carbalán, employée de maison
- Nuria Solé (ca) : Teresa, employée de maison courtisée par un coiffeur parisien
- Concha Galán (es) : Pilar, employée de maison
- Audrey Fleurot : Bettina de Brossolette, femme mondaine croqueuse d'hommes
- Marie-Armelle Deguy : Colette de Bergeray, amie mondaine de Suzanne
- Muriel Solvay : Nicole de Grandcourt, amie mondaine de Suzanne
- Annie Mercier : Mme Triboulet, concierge
- Michèle Gleizer : Germaine Le Bronec'h, ancienne employée de maison des Joubert
- Jean-Charles Deval : Olivier Joubert, fils aîné de Jean-Louis et Suzanne
- Camille Gigot : Bertrand Joubert, fils cadet de Jean-Louis et Suzanne
- Philippe Duquesne : Gérard, serveur « extra » lors de la réception et dragueur impénitent
- Christine Vézinet : Valentine
- Jeupeu : Boulard, plombier
- Vincent Nemeth : M. Armand, directeur du salon de coiffure qui courtise Teresa
- Philippe du Janerand : Piquer, fondé de pouvoir de Jean-Louis
- Patrick Bonnel : Goimard, invité de la soirée
- Laurent Claret : Blamond
- Thierry Nenez : le poissonnier
- José Etchelus : le prêtre de l'église espagnole de Paris
- Jean-Claude Jay : M. Pelletier
- Joan Massotkeiner : Fernando, le mari de Concepción qu'elle mène à la baguette
- Ivan Martin Salan : Miguel, le fils de María
- Tristan Calvez : le livreur de fleurs
- Olivia Algazi : une femme espagnole
- Patricia Morejón : une femme espagnole
- Alicia Robledo Fiestas : une femme espagnole
- Raquel Teliet : une femme espagnole
- Anne-Charlotte Burnett : une femme espagnole
- Maria de Goyeneche : une femme espagnole
- Sophie Picciotto : une femme espagnole
- Victoria Sáez :  une femme espagnole
- Miriam Velázquez : une femme espagnole
- Lauriane Escaffre : la conférencière

## Production

### Lieux de tournage
Le film a été tourné :
- à Paris :
  - rue du Docteur-Lancereaux, 8e arrondissement (dont l'entrée du no 13)
  - rue de Messine, 8e arrondissement
  - avenue de Camoëns, 16e arrondissement (plusieurs scènes dans l'escalier de l'avenue)
  - parvis de l'église Notre-Dame-de-Grâce de Passy, rue Jean-Bologne, 16e arrondissement
- dans le département de l'Oise (abbaye de Chaalis, Mont l'Évêque) ;
- en Espagne : à Chinchón (Madrid).

## Musique
Sauf indication contraire, les informations mentionnées dans cette section peuvent être confirmées par le générique de fin de l'œuvre audiovisuelle présentée ici, ainsi que par la base de données cinématographiques IMDb,  présente dans la section « Liens externes ».
- Itsy Bitsy Petit Bikini  par Dalida de 1960.
- Doce cascabeles par Cabello, Juan Solano et Freire.
- Limosna de Amores  par Manuel Quiroga (en), Rafael de León et Antonio Quintero (es) (Quintero, León et Quiroga (es)).
- Ay Pena Penita (es) par Manuel L. Quiroga, Rafael de León et Antonio Quintero.
- Con las bombas que tiran par Manuel L. Quiroga, Rafael de León et Antonio Quintero.

La bande originale du film Les Femmes du 6e étage figure sur le CD Les Musiques de Jorge Arriagada pour les films de Philippe Le Guay, paru chez www.disquescinemusique.com en 2013.

## Accueil

### Accueil critique
Sur l'agrégateur américain Rotten Tomatoes, le film récolte 67 % d'opinions favorables pour 67 critiques. Sur Metacritic, il obtient une note moyenne de 52⁄100 pour 18 critiques.
En France, le site Allociné propose une note moyenne de 3,4⁄5 à partir de l'interprétation de critiques provenant de 23 titres de presse.
« Voilà un conte de fées ancillaire qui ne renseigne pas forcément sur la lutte des classes, mais est plein de détails savoureux sur les compromis. »

## Distinctions

### Récompenses
- César de la meilleure actrice dans un second rôle pour Carmen Maura
- Prix du public, 15e édition du Colcoa Film Festival, 2011[6]
- Prix du public, Scottsdale International Film Festival, 2011[7]
- Prix du jury jeune TPS Star, Prix d'interprétation à Natalia Verbeke au festival de Sarlat 2010[7]

### Nominations
- Nomination au César des meilleurs costumes pour Christian Gasc
- Nomination au César des meilleurs décors pour Pierre-François Limbosch

## Autour du film
Le film est construit d'une manière similaire à Papa, maman, la bonne et moi (1954), film de Jean-Paul Le Chanois, les deux œuvres partageant beaucoup d'éléments (ambiance d'un immeuble parisien des années cinquante, allers-retours entre l'appartement bourgeois et l'étage ancillaire, histoire sentimentale, etc.)[réf. nécessaire]
Le réalisateur dit s'être « inspiré de sa propre enfance pour écrire le scénario », lui qui avait un père agent de change et qui avait engagé une employée de maison d'origine espagnole pour le garder quand il n'était qu'un enfant.
Certaines comédiennes (Berta Ojea, Concha Galan) sont strictement hispanophones et ont dû apprendre leur texte phonétiquement.